# Драгоданово
Драгоданово (болг. Драгоданово) — село в Болгарии. Находится в Сливенской области, входит в общину Сливен. Население составляет 729 человек.

## Политическая ситуация
В местном кметстве Драгоданово, в состав которого входит Драгоданово, должность кмета (старосты) исполняет Станчо Станчев (Болгарская социалистическая партия).
Кмет (мэр) общины Сливен —  Стефан Радев (ГЕРБ).